# Borno (bang)
Borno, còn được gọi là bang Borno, là một bang ở phía đông bắc Nigeria. Thủ phủ bang là Maiduguri. Bang được thành lập vào năm 1976 từ kết quả chia tách của bang Đông Bắc. Đến năm 1991 bang này bao gồm cả bang Yobe ngày nay.
Phía bắc giáp vùng Diffa của Niger, phía nam giáp bang Adamawa, phía đông giáp vùng Lac của Tchad (với hồ Tchad là biên giới tự nhiên]] và vùng Viễn Bắc của Cameroon, phía tây giáp các bang Yome và Gombe.